# Saison 12 de Star Academy
 (octobre 2024).
- Si vous ne connaissez pas le sujet, laissez ce bandeau (vous pouvez alors contacter les auteurs).
- Si vous supprimez le contenu mis en cause (vous pouvez préalablement contacter les auteurs),

argumentez précisément cette suppression dans la page de discussion
(un manque de référence n'est pas un argument ; une recherche réelle de référence doit avoir été effectuée, être formellement documentée).
 (juin 2025).
La douzième saison de Star Academy, ou Star Academy 2024, émission française de téléréalité musicale est diffusée sur TF1 du 12 octobre 2024, au 25 janvier 2025. Nikos Aliagas en est l'animateur et Karima Charni, co-animatrice du télécrochet, présente la Quotidienne ainsi que le Retour au château, le prolongement de la grande soirée hebdomadaire de l'émission.
Pendant plusieurs semaines, quinze candidats reçoivent une formation artistique au sein de l'Academy. Les participants sont évalués par les professeurs à travers les primes et les évaluations et sont suivis en quotidienne et en flux live par les téléspectateurs. Ils se produisent chaque samedi sur le plateau de l'émission télévisée, aux côtés d'artistes invités venus partager des duos. Chaque semaine, les trois moins bons élèves sont soumis au vote du public et l'un d'entre eux quitte définitivement l'aventure. À l'issue du programme, le vainqueur remporte 100 000 € et un contrat avec la maison de disques Sony Music afin d'enregistrer un album.
L’officialisation de cette saison est annoncée le 20 janvier 2024 ainsi que l’ouverture du casting.
Cette saison a pour directeur de promotion Michael Goldman pour la troisième année consécutive et l’artiste Clara Luciani en est la marraine. La gagnante est Marine.
L'hymne de cette saison est la chanson Recommence-moi de Santa.

## L'Academy
Pour cette douzième saison de Star Academy, les candidats logent à nouveau dans le château des Vives Eaux situé à Dammarie-les-Lys en Seine-et-Marne, comme ce fut le cas lors des sept premières saisons et depuis le retour du programme musical en 2022.
Le château est équipé de 61 caméras qui suivront le quotidien de ses pensionnaires lors des quotidiennes et du flux live. Jean-Louis Blot, président d'Endemol France, dévoile que la salle de chant change de lieu afin de se rapprocher de celle du théâtre. Un foyer a également été ajouté pour que les élèves puissent exercer leur musique ou se détendre.

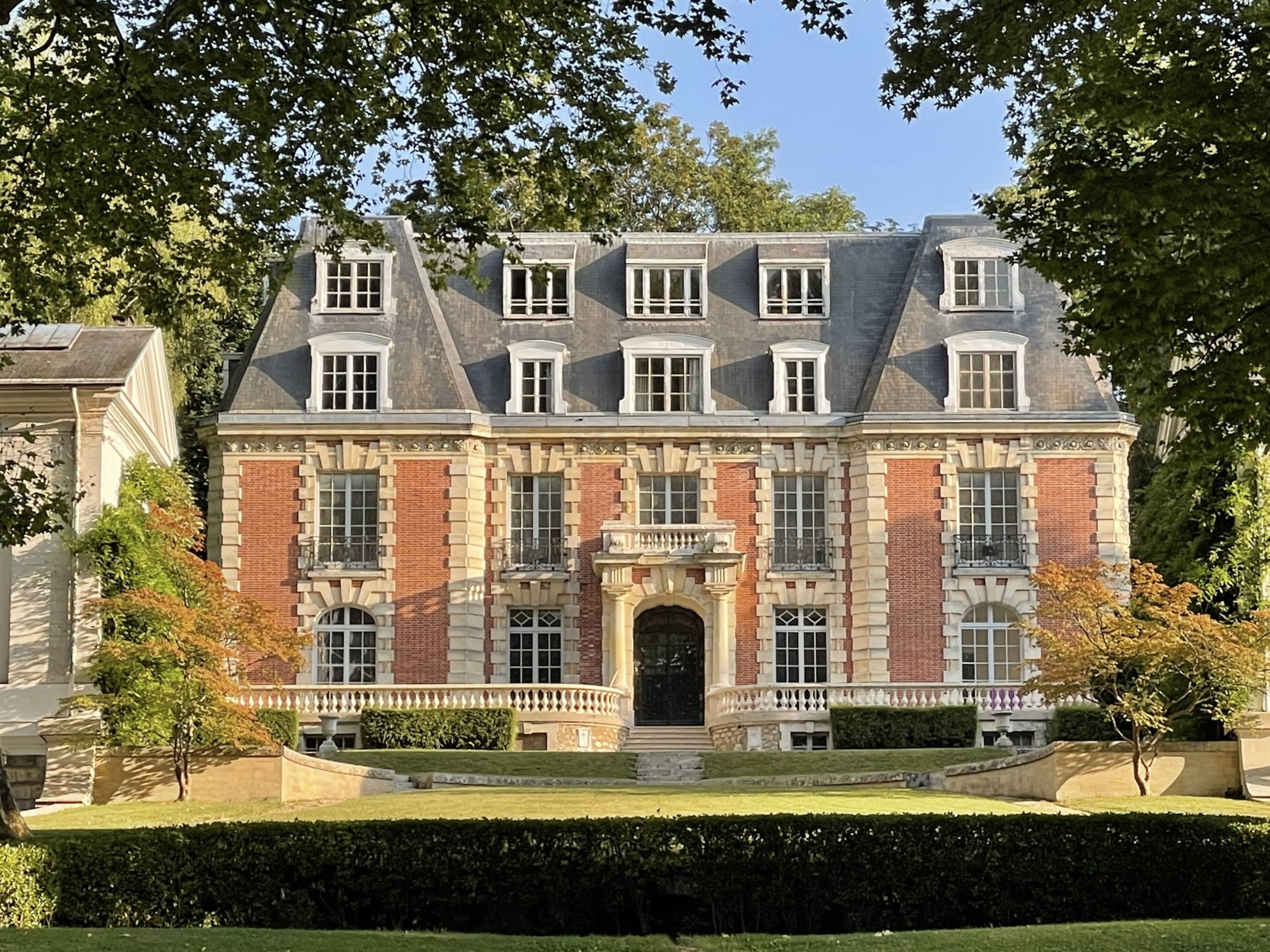
Château des Vives-Eaux.

## Nouveautés

### Modification du plateau des primes
La conception du plateau des primes au studio 217 a été revue afin de proposer des « shows plus spectaculaires ». Il est plus carré et doté d'estrades habillées d'écrans qui sortent du sol. Une avant-scène a également été installée pour une meilleure approche des artistes et du public,,. Enfin, une loge est aménagée d'une caméra, ce qui permet aux élèves de s'adresser à leurs fans sous forme de vlogs entre deux répétitions. Ces vidéos sont ensuite transmises sur la Fan's box sur TF1+. Pour cette idée, TF1 déclare s'être inspiré de Candice, candidate de la saison dernière qui réalisait des vlogs quotidiens de ses aventures lors de la tournée 2024 : « L'idée nous est venue en voyant ce que Candice a fait pendant la tournée sur YouTube, et cela nous a inspirés à leur offrir cette liberté de raconter leurs ressentis avant les primes. À nous ensuite de monter tout cela avec discernement. » confirme Rémi Faure,.

### Immunité et défis des professeurs
La mécanique des nommés ne change pas ; il y a toujours trois nommés par semaine et un élève éliminé le samedi soir. Cependant, les trois élèves en tête du classement des évaluations se voient s'affronter sur une battle afin d'espérer décrocher une immunité pour éviter une nomination la semaine suivante. L'élève immunisé peut décider de participer ou non à la prochaine évaluation afin de préserver sa place dans le top 3,.
Chaque semaine, désormais, le directeur Michael Goldman ainsi que l'ensemble des professeurs à tour de rôle, proposent à un élève en difficulté un défi sur différentes matières (chant, théâtre...) qu'il travaille jusqu'au soir du prime : « Ce sera soit une validation d'un acquis ou alors une difficulté » explique Mathieu Vergne. Le défi est attribué le mercredi juste après l'annonce des nommés,.

### Interview de l'élève sortant
Chaque mardi désormais, une interview du candidat sortant d'une quarantaine de minutes est réalisée en exclusivité par la youtubeuse Alix Grousset sur la plateforme TF1+ pour recueillir ses impressions après sa sortie. Alix Grousset réalisait déjà ce genre d'interview sur sa chaîne YouTube personnelle lors de la saison 11,,.

## Candidats
Les élèves de cette saison sont âgés de 18 à 24 ans,.
Le nom de la première élève de la saison, Emma, est révélé le 25 septembre 2024 lors de la conférence de presse de la nouvelle saison. Marine, la seconde candidate de la saison est dévoilée lors du JT de 13h sur TF1 le 2 octobre 2024.
Charles, Ebony, Emma, Franck, Maïa, Marguerite, Marine, Maureen et Ulysse sont les neuf élèves désignés pour participer à la tournée Star Academy – Tour 2025,.

Marine.
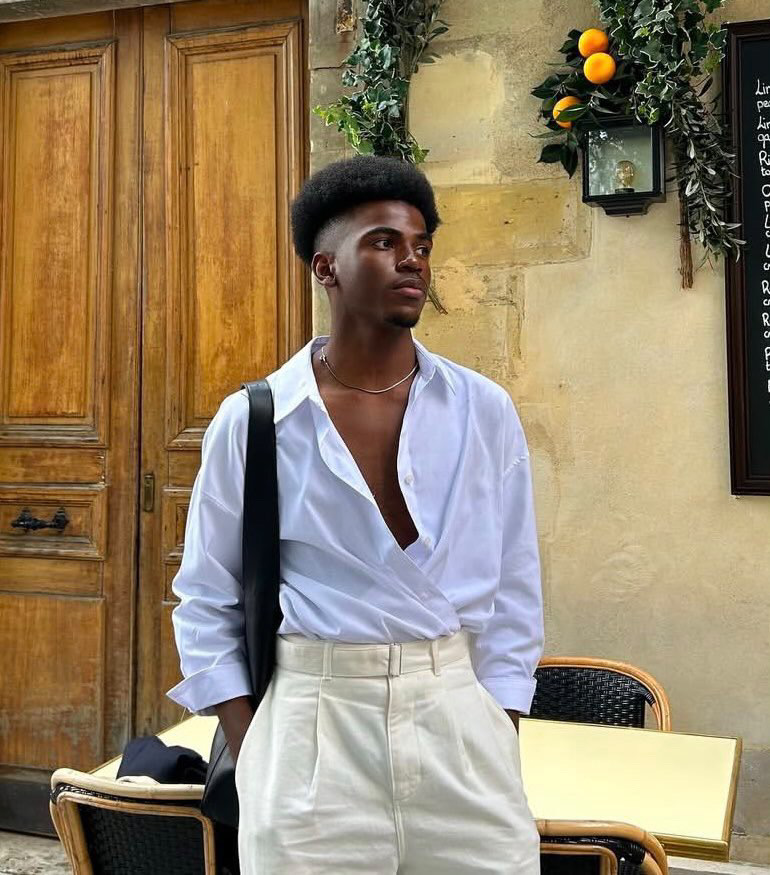
Franck.

| Prénom     | Nom complet          | Âge    | Ville             | Tournée | Statut                            | Réf(s). |
| ---------- | -------------------- | ------ | ----------------- | ------- | --------------------------------- | ------- |
| Marine     | Marine Delplace      | 24 ans | Lille             | Oui     | Gagnante le 25 janvier 2025       | ,       |
| Ebony (en) | Ebony Cham           | 20 ans | L'Île-Saint-Denis | Oui     | Finaliste le 25 janvier 2025      | ,       |
| Franck     | Franck Ketta         | 23 ans | Bagneux           | Oui     | Demi-finaliste le 18 janvier 2025 | ,       |
| Charles    | Charles Doré         | 18 ans | Pléneuf-Val-André | Oui     | Demi-finaliste le 11 janvier 2025 | ,       |
| Ulysse     | Ulysse Saragas       | 24 ans | Marseille         | Oui     | Éliminé le 4 janvier 2025         | ,       |
| Marguerite | Marguerite Dedeyan   | 24 ans | Paris             | Oui     | Éliminée le 28 décembre 2024      | ,       |
| Maïa       | Maïa Wojcik          | 21 ans | Valence           | Oui     | Éliminée le 13 décembre 2024      | ,       |
| Maureen    | Maureen Valet        | 23 ans | Montpellier       | Oui     | Éliminée le 7 décembre 2024       | ,       |
| Julie      | Julie Demierre       | 19 ans | Carrouge (Suisse) | Non     | Éliminée le 30 novembre 2024      | ,       |
| Masseo     | Masseo Gayez-Banzept | 18 ans | Soullans          | Non     | Éliminé le 23 novembre 2024       | ,       |
| Emma       | Emma Broyon          | 22 ans | Brunoy            | Oui     | Éliminée le 15 novembre 2024      | ,       |
| Noah       | Noah Boisnoir        | 20 ans | Aigues-Vives      | Non     | Éliminé le 8 novembre 2024        | ,       |
| Thomas     | NC                   | 21 ans | Leuville-sur-Orge | Non     | Éliminé le 2 novembre 2024        | [ 42 ]  |
| Paul       | Damien Fusté         | 23 ans | Vannes            | Non     | Éliminé le 26 octobre 2024        | ,       |
| Maylis     | Maylis Rouard        | 23 ans | Namur (Belgique)  | Non     | Éliminée le 19 octobre 2024       | ,       |

- Marine.
- Franck.

## Corps professoral

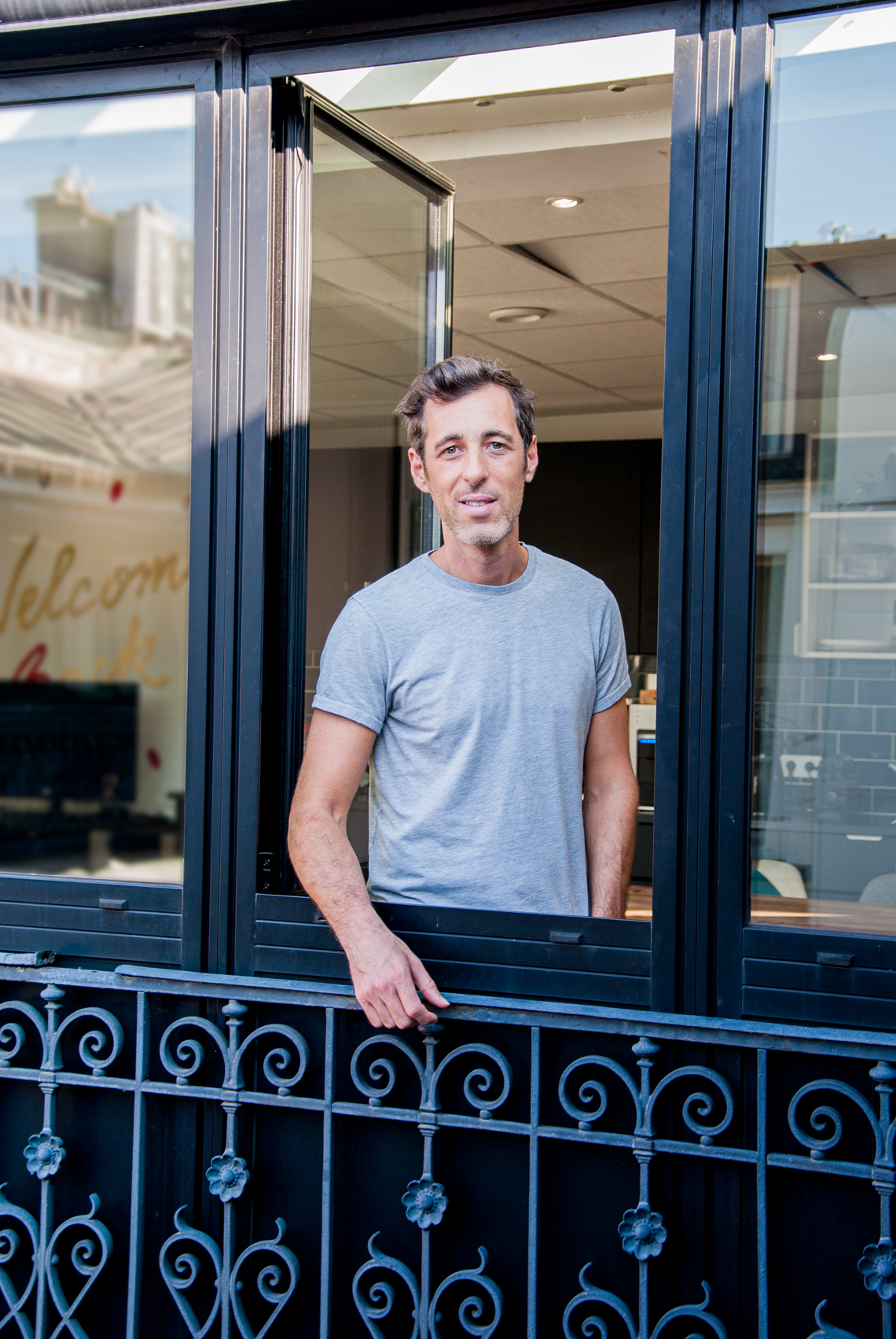
Le directeur, Michael Goldman.

Pour cette douzième saison, Michael Goldman, déjà directeur lors des saisons 10 et 11, conserve son statut,.
Un changement assez drastique s'opère cette année du côté du corps professoral : Adeline Toniutti, professeure de chant, écrivaine, intervenante à l'Opéra de Paris, et auteur-compositeur-interprète cède sa place à la chanteuse lyrique, comédienne et enseignante dans un conservatoire d'arrondissement de la ville de Paris, Sofia Morgavi,. Hugues Hamelynck, comédien, metteur en scène et improvisateur belge, succède à Pierre de Brauer pour assurer les cours de théâtre,. L'athlète champion du monde du 100 mètres haies, Ladji Doucouré, prend la place de Joël Bouraïma pour les cours de sport, et Fanny Delaigue, chanteuse, danseuse et pianiste en comédie musicale, devient co-répétitrice aux côtés de Lucie Bernardoni, en succèdant à Marlène Schaff ; cette dernière se charge désormais des cours d'expression scénique en remplacement de Cécile Chaduteau.
Autre nouveauté cette saison, quatre artistes — Julien Doré, Lara Fabian, Patrick Fiori et le gagnant de la saison 11, Pierre Garnier — ont été désignés « professeurs exceptionnels », afin de proposer aux élèves des cours particuliers (chant, théâtre…) sous forme de masterclass.
| Fonction                         | Professeurs       |
| -------------------------------- | ----------------- |
| Directeur                        | Michael Goldman   |
| Professeur de chant              | Sofia Morgavi     |
| Professeur d'expression scénique | Marlène Schaff    |
| Professeur de danse              | Malika Benjelloun |
| Professeur de théâtre            | Hugues Hamelynck  |
| Coach sportif et de vie          | Ladji Doucouré    |
| Répétitrices                     | Lucie Bernardoni  |
| Répétitrices                     | Fanny Delaigue    |

## Artistes invités
Liste des invités venus partager des duos avec les élèves, en direct sur les primes du samedi soir :
| Prime | Diffusion        | Invités | Référence |
| ----- | ---------------- | --- | --------- |
| 1     | 12 octobre 2024  | Pierre Garnier - Clara Luciani | [ 57 ]    |
| 2     | 19 octobre 2024  | Santa - Grand Corps Malade - Jean-Louis Aubert - Lenie - Joseph Kamel - Rag'n'Bone Man                                                           | [ 58 ]    |
| 3     | 26 octobre 2024  | Kendji Girac - Barbara Pravi - David Hallyday - Helena - Jérémy Frérot                                                                           | [ 59 ]    |
| 4     | 2 novembre 2024  | Patrick Fiori - Hatik - Hoshi - Belinda Davids - Pascal Obispo - AaRON                                                                           | [ 60 ]    |
| 5     | 8 novembre 2024  | Clara Luciani - Philippe Katerine - Vitaa - Thomas Dutronc - Lucky Love                                                                          | [ 61 ]    |
| 6     | 15 novembre 2024 | Julien Doré - Louane - Aliocha Schneider - Jean-Pascal Lacoste - Mentissa - Corneille - Beth Ditto                                               | [ 62 ]    |
| 7     | 23 novembre 2024 | Promo 2004 (Karima - Lucie - Sofiane - Sandy - Francesca - Hoda - Sébastien) - Jenifer - Camille Lou - Roch Voisine - Chimène Badi - Patxi Garat | [ 63 ]    |
| 8     | 30 novembre 2024 | Soprano - Lara Fabian - élèves Star Academy Tour 2024 (Pierre - Lénie - Julien - Héléna - Candice - Axel) - Eddy de Pretto                       | [ 64 ]    |
| 9     | 7 décembre 2024  | Patrick Bruel - Camille Lellouche - Amir - Emmanuel Moire - Carbonne                                                                             | [ 65 ]    |
| 10    | 13 décembre 2024 | Kendji Girac - Gims - Khatia Buniatichvili - Claudio Capéo - Kad Merad                                                                           | [ 66 ]    |
| 11    | 21 décembre 2024 | Nolwenn Leroy - Chico and the Gypsies - Loïc Nottet - Raphaël - Arnaud Ducret                                                                    | [ 67 ]    |
| 12    | 28 décembre 2024 | Ycare - Lorie - Maëlle - Ben l'Oncle Soul - Natasha St-Pier - Linh                                                                               | [ 68 ]    |
| 13    | 4 janvier 2025   | MC Solaar - Helena - Gaëtan Roussel - Styleto - Clara Luciani                                                                                    | [ 69 ]    |
| 14    | 11 janvier 2025  | Santa - Charlotte Cardin - Charlie Winston - Camélia Jordana - Sting - Shaggy                                                                    | [ 70 ]    |
| 15    | 18 janvier 2025  | Youssou N'Dour - Marc Lavoine - Zaz - Cats on Trees                                                                                              | [ 71 ]    |
| 16    | 25 janvier 2025  | Pierre Garnier - M. Pokora - Sofia Essaïdi - Amel Bent - Clara Luciani - Damiano David                                                           | [ 72 ]    |

## Discographie

### Singles
Une chanson écrite par Grégory Lemarchal six semaines avant son décès, intitulée Et si tu sens est dévoilée au grand public lors d'un prime hommage. Elle est reprise par les élèves de la promotion 2024 et remasterisée par Mosimann, DJ et vainqueur de la saison 7, vingt ans après la participation du chanteur au programme et sous l'initiative de Pierre et Laurence Lemarchal, les parents du chanteur. Les bénéfices de cette chanson inédite sont reversés à l'association Grégory Lemarchal qui lutte contre la mucoviscidose,.

## TournéeStar Academy - Tour 2025

Affiche de la tournée Star Academy 2025

Le 9 octobre 2024, la tournée Star Academy - Tour 2025 est annoncée via le compte Instagram de l'émission, avec une trentaine de dates. Composée majoritairement de dates en Zénith, un concert est notamment prévu à l'Accor Arena de Paris.
À la suite du « Prime Tournée », Ebony (en), Maïa, Charles, Marguerite, Franck, Maureen, Marine et Ulysse sont sélectionnés pour participer aux concerts. Lors du "Prime du Public", les téléspectateurs votent pour élire un 9ème académicien qui y participera. À l'issue de ce prime, Emma est sélectionnée par le public ce qui lui permet d'intégrer la tournée.
Plusieurs anciens élèves, tels que Enola Cox et Cenzo (saison 10), Julien Lieb et Margot Abate (saison 11), assurent les premières parties de plusieurs dates.

## Controverses
La douzième saison de la Star Academy fait l'objet de plusieurs controverses que les médias relaient régulièrement.

### Qualité du son
Entre octobre et novembre 2024, de nombreux internautes critiquent sur les réseaux sociaux la qualité du son de l'émission lors de la diffusion des primes. La réponse du producteur, Mathieu Vergne, aux internautes pointe du doigt la qualité de leurs téléviseurs et de leurs opérateurs internet. Cela donne alors lieu à un débat quant à la discrimination des auditeurs les moins aisés,.

### Propos racistes à l'encontre de plusieurs élèves
Lors de cette saison, une candidate, à savoir Ebony (en), est régulièrement victime de propos à son encontre considérés comme racistes publiés sur divers réseaux sociaux. La chaîne TF1 a été contrainte de publier sur ses comptes un rappel de prévention sur le cyberharcèlement. Un comité de soutien à Paris et en Guadeloupe d'où est originaire la jeune femme et son père, le chanteur de zouk Thierry Cham s'est formé,,.
Une pétition en ligne « Stop au racisme banalisé contre Ebony, candidate de la Star Academy 2024/2025 » a même été créée et les associations SOS Racisme et La Maison des potes ont annoncé porter plainte contre ces attaques à l'encontre de la jeune femme,.
Certains articles de presse comme ceux du Journal du dimanche ou du Figaro relatent qu'une vague de publications haineuses a également visé Marine au lendemain de sa victoire face à Ebony,.

### Polémique autour du comptage des votes
Le 18 janvier 2025, lors de la deuxième demi-finale opposant les élèves Ebony (en) et Franck, l'actrice et comédienne Firmine Richard s'est jointe au comité de soutien d'Ebony animé par Mathieu Johann en duplex à L'Île-Saint-Denis et a pris la parole tout d'abord pour soutenir la candidate, puis pour reprocher le fait que les votes provenant des Antilles ne soient pas comptabilisés, de quoi attirer les foudres à l'encontre de TF1,,. Ceci étant, la chaîne précise bien sur son site officiel que les jeux interactifs et les votes par SMS ne sont disponibles que sur le territoire métropolitain : « C'est surtout un problème technique qui ne nous permet pas de proposer aux résidents des départements, régions et collectivités d'Outre-Mer de jouer [...] aux jeux interactifs proposés lors de nos programmes. »
Cependant, le 21 janvier, et à la suite de cette polémique, TF1 prend la décision de déployer en urgence une procédure de votes dans plusieurs départements et territoires d'outre-mer tels que la Guadeloupe, la Martinique, la Guyane, Mayotte, la Réunion et Saint-Martin et Saint-Barthélémy en plus de la métropole afin de départager les deux candidates Ebony et Marine pour la finale du 25 janvier. Sur ces territoires, seuls les votes par appels téléphoniques au 34 80 sont pris en compte ; une procédure de vote par SMS a été jugée trop longue à mettre en place dans un délai trop restreint (quatre jours),.

## Audiences

### Quotidiennes etprimessur TF1
- Le lancement de Star Academy 2024 a lieu le samedi 12 octobre 2024 à 21 h 10.
- La quotidienne est diffusée du lundi au vendredi (en direct, de 17 h 25 à 18 h 30), le samedi (de 17 h 15 à 18 h) et le dimanche (de 16 h 15 à 17 h 20).
- Le prime-time a lieu chaque samedi, de 21 h 10 à 23 h 45 environ. Il est suivi du retour au château.

### Live- en direct de l'Academy
- Le site et l'application TF1+ proposent de suivre les élèves au quotidien pour les abonnés au service payant TF1+ Premium via le live Star Academy, En direct du Château

### Primes
| Épisode | Jour de diffusion         | Jour de diffusion | Audience moyenne          | Audience moyenne | Audience moyenne | Classement des audiences | Réf(s).          |
| Épisode | Jour                      | Horaire           | Nombre de téléspectateurs | Part de marché   | Part de marché   | Classement des audiences | Réf(s).          |
| Épisode | Jour                      | Horaire           | Nombre de téléspectateurs | (4 ans et plus)  | (FRDA-50)        | Classement des audiences | Réf(s).          |
| ------- | ------------------------- | ----------------- | ------------------------- | ---------------- | ---------------- | ------------------------ | ---------------- |
| 1       | Samedi 12 octobre 2024    | 21:13 - 22:27     | 3 200 000                 | 16,4 %           | 32,5 %           | 3e                       | [ Audiences 1 ]  |
| 1       | Samedi 12 octobre 2024    | 22:35 - 23:37     | 2 540 000                 | 18,9 %           | 31,2 %           | 3e                       | [ Audiences 1 ]  |
| 2       | Samedi 19 octobre 2024    | 21:13 - 22:32     | 2 870 000                 | 16,3 %           | 31,2 %           | 2e                       | [ Audiences 2 ]  |
| 2       | Samedi 19 octobre 2024    | 22:40 - 23:57     | 2 400 000                 | 21,2 %           | 32,5 %           | 2e                       | [ Audiences 2 ]  |
| 3       | Samedi 26 octobre 2024    | 21:14 - 22:35     | 2 660 000                 | 13,8 %           | 26,4 %           | 3e                       | [ Audiences 3 ]  |
| 3       | Samedi 26 octobre 2024    | 22:44 - 23:56     | 2 330 000                 | 18,1 %           | 29,2 %           | 3e                       | [ Audiences 3 ]  |
| 4       | Samedi 2 novembre 2024    | 21:13 - 22:22     | 3 110 000                 | 16,5 %           | 30,7 %           | 2e                       | [ Audiences 4 ]  |
| 4       | Samedi 2 novembre 2024    | 22:30 - 23:44     | 2 680 000                 | 20,6 %           | 34,7 %           | 2e                       | [ Audiences 4 ]  |
| 5       | Vendredi 8 novembre 2024  | 21:14 - 22:31     | 2 990 000                 | 16,2 %           | 26,4 %           | 2e                       | [ Audiences 5 ]  |
| 5       | Vendredi 8 novembre 2024  | 22:39 - 00:01     | 2 480 000                 | 23,1 %           | 34 %             | 2e                       | [ Audiences 5 ]  |
| 6       | Vendredi 15 novembre 2024 | 21:13 - 22:39     | 3 120 000                 | 16,8 %           | 29,5 %           | 2e                       | [ Audiences 6 ]  |
| 6       | Vendredi 15 novembre 2024 | 22:48 - 00:00     | 2 820 000                 | 27 %             | 42,5 %           | 2e                       | [ Audiences 6 ]  |
| 7       | Samedi 23 novembre 2024   | 21:13 - 22:30     | 3 190 000                 | 17,9 %           | 36,8 %           | 2e                       | [ Audiences 7 ]  |
| 7       | Samedi 23 novembre 2024   | 22:39 - 00:05     | 2 640 000                 | 22,4 %           | 36,7 %           | 2e                       | [ Audiences 7 ]  |
| 8       | Samedi 30 novembre 2024   | 21:13 - 22:25     | 2 810 000                 | 16,2 %           | 35,8 %           | 2e                       | [ Audiences 8 ]  |
| 8       | Samedi 30 novembre 2024   | 22:34 - 23:44     | 2 510 000                 | 20,4 %           | 39,7 %           | 2e                       | [ Audiences 8 ]  |
| 9       | Samedi 7 décembre 2024    | 21:14 - 22:37     | 2 850 000                 | 15 %             | 30,8 %           | 3e                       | [ Audiences 9 ]  |
| 9       | Samedi 7 décembre 2024    | 22:46 - 23:46     | 2 420 000                 | 20,3 %           | 36,4 %           | 3e                       | [ Audiences 9 ]  |
| 10      | Vendredi 13 décembre 2024 | 21:13 - 22:32     | 2 910 000                 | 15,4 %           | 31,8 %           | 2e                       | [ Audiences 10 ] |
| 10      | Vendredi 13 décembre 2024 | 22:40 - 00:05     | 2 520 000                 | 22,5 %           | 38,3 %           | 2e                       | [ Audiences 10 ] |
| 11      | Samedi 21 décembre 2024   | 21:13 - 22:28     | 2 850 000                 | 14,4 %           | 26,4 %           | 3e                       | [ Audiences 11 ] |
| 11      | Samedi 21 décembre 2024   | 22:36 - 23:56     | 2 340 000                 | 18 %             | 28,3 %           | 3e                       | [ Audiences 11 ] |
| 12      | Samedi 28 décembre 2024   | 21:13 - 22:32     | 2 910 000                 | 15,2 %           | 26,1 %           | 2e                       | [ Audiences 12 ] |
| 12      | Samedi 28 décembre 2024   | 22:40 - 23:46     | 2 480 000                 | 18,7 %           | 29,2 %           | 2e                       | [ Audiences 12 ] |
| 13      | Samedi 4 janvier 2025     | 21:13 - 22:27     | 2 987 000                 | 15,1 %           | 24,7 %           | 3e                       | [ Audiences 13 ] |
| 13      | Samedi 4 janvier 2025     | 22:33 - 23:35     | 2 960 000                 | 20,8 %           | 31,1 %           | 3e                       | [ Audiences 13 ] |
| 14      | Samedi 11 janvier 2025    | 21:13 - 22:27     | 3 188 000                 | 17,3 %           | 30,2 %           | 2e                       | [ Audiences 14 ] |
| 14      | Samedi 11 janvier 2025    | 22:33 - 23:35     | 2 890 000                 | 22,9 %           | 33,4 %           | 2e                       | [ Audiences 14 ] |
| 15      | Samedi 18 janvier 2025    | 21:12 - 22:29     | 3 112 000                 | 16,7 %           | 30 %             | 3e                       | [ Audiences 15 ] |
| 15      | Samedi 18 janvier 2025    | 22:37 - 00:02     | 2 790 000                 | 22,5 %           | 33,7 %           | 3e                       | [ Audiences 15 ] |
| 16      | Samedi 25 janvier 2025    | 21:11 - 22:30     | 3 993 000                 | 21,2 %           | 32,7 %           | 1re                      | [ Audiences 16 ] |
| 16      | Samedi 25 janvier 2025    | 22:38 - 00:19     | 3 920 000                 | 31 %             | 45,9 %           | 1re                      | [ Audiences 16 ] |

### Retour au château
| Épisode | Jour de diffusion         | Jour de diffusion | Audience moyenne          | Audience moyenne               | Réf(s).          |
| Épisode | Jour                      | Horaire           | Nombre de téléspectateurs | Part de marché (4 ans et plus) | Réf(s).          |
| ------- | ------------------------- | ----------------- | ------------------------- | ------------------------------ | ---------------- |
| 1       | Samedi 12 octobre 2024    | 23:46 - 00:50     | 1 140 000                 | 18,2 %                         |                  |
| 2       | Dimanche 20 octobre 2024  | 00:04 - 01:15     | 657 000                   | 12,6 %                         |                  |
| 3       | Dimanche 27 octobre 2024  | 00:04 - 01:06     | 749 000                   | 13 %                           |                  |
| 4       | Samedi 2 novembre 2024    | 23:53 - 01:04     | 786 000                   | 14,3 %                         |                  |
| 5       | Samedi 9 novembre 2024    | 00:10 - 01:09     |                           |                                |                  |
| 6       | Samedi 16 novembre 2024   | 00:07 - 01:19     | 828 000                   | 19,1 %                         | [ Audiences 17 ] |
| 7       | Dimanche 24 novembre 2024 | 00:13 - 01:33     |                           | 16,6 %                         |                  |
| 8       | Samedi 30 novembre 2024   | 23:52 - 01:01     | 932 000                   | 16,5 %                         | [ Audiences 18 ] |
| 9       | Samedi 7 décembre 2024    | 23:53 - 01:10     |                           |                                |                  |
| 10      | Samedi 14 décembre 2024   | 00:12 - 01:20     | 770 000                   | 17,7 %                         | [ Audiences 19 ] |
| 11      | Dimanche 22 décembre 2024 | 00:04 - 01:03     |                           |                                |                  |
| 12      | Samedi 28 décembre 2024   | 23:54 - 01:07     |                           |                                |                  |
| 13      | Samedi 4 janvier 2025     | 23:54 - 01:07     |                           |                                |                  |

### Quotidiennes
| Épisode | Diffusion                  | Diffusion     | Audience moyenne          | Audience moyenne | Audience moyenne      | Réf(s).           |
| Épisode | Jour                       | Horaire       | Nombre de téléspectateurs | Part de marché   | Part de marché        | Réf(s).           |
| Épisode | Jour                       | Horaire       | Nombre de téléspectateurs | (4 ans et plus)  | (FRDA-50)             | Réf(s).           |
| ------- | -------------------------- | ------------- | ------------------------- | ---------------- | --------------------- | ----------------- |
| 1       | Lundi 14 octobre 2024      | 17:32 - 18:35 | 1 650 000                 | 17,5 %           | 35,5 %                | [ Audiences 20 ]  |
| 2       | Mardi 15 octobre 2024      | 17:31 - 18:34 | 1 230 000                 | 13,9 %           | 27,6 %                | [ Audiences 21 ]  |
| 3       | Mercredi 16 octobre 2024   | 17:31 - 18:37 | 1 510 000                 | 17,4 %           | 33,8 %                | [ Audiences 22 ]  |
| 4       | Jeudi 17 octobre 2024      | 17:31 - 18:35 | 1 350 000                 | 14,1 %           | 32,9 %                | [ Audiences 23 ]  |
| 5       | Vendredi 18 octobre 2024   | 17:31 - 18:36 | 1 550 000                 | 16,4 %           | 37 %                  | [ Audiences 24 ]  |
| 6       | Samedi 19 octobre 2024     | 17:18 - 18:00 | 1 110 000                 | 13,1 %           | 21 %                  | [ Audiences 25 ]  |
| 7       | Dimanche 20 octobre 2024   | 16:08 - 17:13 | 1 080 000                 | 12,2 %           |                       | [ Audiences 26 ]  |
| 8       | Lundi 21 octobre 2024      | 17:33 - 18:36 | 1 490 000                 | 15,6 %           | 25,6 %                | [ Audiences 27 ]  |
| 9       | Mardi 22 octobre 2024      | 17:32 - 18:36 | 1 670 000                 | 17,1 %           | 36,8 %                | [ Audiences 28 ]  |
| 10      | Mercredi 23 octobre 2024   | 17:31 - 18:37 | 1 610 000                 | 18,1 %           | 40,8 %                | [ Audiences 29 ]  |
| 11      | Jeudi 24 octobre 2024      | 17:31 - 18:35 | 1 330 000                 | 14,6 %           | 33,5 %                | [ Audiences 30 ]  |
| 12      | Vendredi 25 octobre 2024   | 17:33 - 18:37 | 1 520 000                 | 15,3 %           | 29 %                  | [ Audiences 31 ]  |
| 13      | Samedi 26 octobre 2024     | 17:18 - 18:00 | 1 090 000                 | 11,5 %           |                       | [ Audiences 32 ]  |
| 14      | Dimanche 27 octobre 2024   | 16:06 - 17:09 | 1 180 000                 | 13,1 %           |                       | [ Audiences 33 ]  |
| 15      | Lundi 28 octobre 2024      | 17:32 - 18:38 | 1 660 000                 | 15,8 %           | 33 %                  | [ Audiences 34 ]  |
| 16      | Mardi 29 octobre 2024      | 17:33 - 18:38 | 1 550 000                 | 15,3 %           | 34 %                  | [ Audiences 35 ]  |
| 17      | Mercredi 30 octobre 2024   | 17:35 - 18:40 | 1 810 000                 | 17,2 %           | 33 %                  | [ Audiences 36 ]  |
| 18      | Jeudi 31 octobre 2024      | 17:34 - 18:39 | 1 480 000                 | 15,2 %           | 28 %                  | [ Audiences 37 ]  |
| 19      | Vendredi 1er novembre 2024 | 17:34 - 18:39 | 1 440 000                 | 12,6 %           | 24 %                  | [ Audiences 38 ]  |
| 20      | Samedi 2 novembre 2024     | 17:25 - 18:02 | 1 450 000                 | 13,2 %           | 25 %                  | [ Audiences 39 ]  |
| 21      | Dimanche 3 novembre 2024   | 16:07 - 17:09 | 1 040 000                 | 9,7 %            |                       | [ Audiences 40 ]  |
| 22      | Lundi 4 novembre 2024      | 17:34 - 18:38 | 1 570 000                 | 15,3 %           | 34 %                  | [ Audiences 41 ]  |
| 23      | Mardi 5 novembre 2024      | 17:33 - 18:39 | 1 560 000                 | 15,1 %           | 38 %                  | [ Audiences 42 ]  |
| 24      | Mercredi 6 novembre 2024   | 17:33 - 18:38 | 1 590 000                 | 15,2 %           | 36 %                  | [ Audiences 43 ]  |
| 25      | Jeudi 7 novembre 2024      | 17:32 - 18:37 | 1 550 000                 | 15,3 %           | 33 %                  | [ Audiences 44 ]  |
| 26      | Vendredi 8 novembre 2024   | 17:34 - 18:37 | 1 430 000                 | 13,7 %           | 30 %                  | [ Audiences 45 ]  |
| 27      | Samedi 9 novembre 2024     | 17:17 - 17:59 | 1 140 000                 | 11,6 %           | 20 %                  | [ Audiences 46 ]  |
| 28      | Dimanche 10 novembre 2024  | 16:11 - 17:12 | 1 130 000                 | 11,9 %           |                       | [ Audiences 47 ]  |
| 29      | Lundi 11 novembre 2024     | 17:33 - 18:37 | 1 850 000                 | 14,2 %           | 29 %                  | [ Audiences 48 ]  |
| 30      | Mardi 12 novembre 2024     | 17:31 - 18:36 | 1 620 000                 | 15,4 %           | 33 %                  | [ Audiences 49 ]  |
| 31      | Mercredi 13 novembre 2024  | 17:33 - 18:37 | 1 760 000                 | 16 %             | 35 %                  | [ Audiences 50 ]  |
| 32      | Jeudi 14 novembre 2024     | 17:33 - 18:37 | 1 630 000                 | 16 %             | 40 %                  | [ Audiences 51 ]  |
| 33      | Vendredi 15 novembre 2024  | 17:32 - 18:36 | 1 370 000                 | 13,2 %           | 30 %                  | [ Audiences 52 ]  |
| 34      | Samedi 16 novembre 2024    | 17:17 - 17:59 | 1 050 000                 | 10,8 %           |                       | [ Audiences 53 ]  |
| 35      | Dimanche 17 novembre 2024  | 16:10 - 17:11 | 1 290 000                 | 12,6 %           |                       | [ Audiences 54 ]  |
| 36      | Lundi 18 novembre 2024     | 17:33 - 18:38 | 1 730 000                 | 15,7 %           | 33 %                  | [ Audiences 55 ]  |
| 37      | Mardi 19 novembre 2024     | 17:32 - 18:36 | 1 580 000                 | 14,3 %           | 33 %                  | [ Audiences 56 ]  |
| 38      | Mercredi 20 novembre 2024  | 17:32 - 18:37 | 1 880 000                 | 16,6 %           | 31 %                  | [ Audiences 57 ]  |
| 39      | Jeudi 21 novembre 2024     | 17:34 - 18:37 | 1 790 000                 | 15,8 %           | 33 %                  | [ Audiences 58 ]  |
| 40      | Vendredi 22 novembre 2024  | 17:33 - 18:37 | 1 730 000                 | 15,7 %           | 32 %                  | [ Audiences 59 ]  |
| 41      | Samedi 23 novembre 2024    | 17:18 - 18:00 | 1 270 000                 | 11,8 %           |                       | [ Audiences 60 ]  |
| 42      | Dimanche 24 novembre 2024  | 16:05 - 17:05 | 1 040 000                 | 10,8 %           | 15,7 %                | [ Audiences 61 ]  |
| 43      | Lundi 25 novembre 2024     | 17:33 - 18:37 | 1 640 000                 | 15,1 %           | 37 %                  | [ Audiences 62 ]  |
| 44      | Mardi 26 novembre 2024     | 17:34 - 18:37 | 1 580 000                 | 14,8 %           | 42 %                  | [ Audiences 63 ]  |
| 45      | Mercredi 27 novembre 2024  | 17:33 - 18:37 | 1 670 000                 | 15,5 %           | 38 %                  | [ Audiences 64 ]  |
| 46      | Jeudi 28 novembre 2024     | 17:35 - 18:39 | 1 630 000                 | 15,9 %           | 43 %                  | [ Audiences 65 ]  |
| 47      | Vendredi 29 novembre 2024  | 17:34 - 18:38 | 1 520 000                 | 14,5 %           | 34 %                  | [ Audiences 66 ]  |
| 48      | Samedi 30 novembre 2024    | 17:17 - 17:59 | 1 100 000                 | 11 %             | 23 %                  | [ Audiences 67 ]  |
| 49      | Dimanche 1er décembre 2024 | 15:59 - 17:01 | 994 000                   | 10 %             |                       | [ Audiences 68 ]  |
| 50      | Lundi 2 décembre 2024      | 17:33 - 18:38 | 1 540 000                 | 14 %             | 35 %                  | [ Audiences 69 ]  |
| 51      | Mardi 3 décembre 2024      | 17:32 - 18:37 | 1 480 000                 | 14,1 %           | 35 %                  | [ Audiences 70 ]  |
| 52      | Mercredi 4 décembre 2024   | 17:32 - 18:36 | 1 700 000                 | 14,8 %           | 38 %                  | [ Audiences 71 ]  |
| 53      | Jeudi 5 décembre 2024      | 17:33 - 18:37 | 1 550 000                 | 14,5 %           | 34 %                  | [ Audiences 72 ]  |
| 54      | Vendredi 6 décembre 2024   | 17:33 - 18:38 | 1 430 000                 | 13,1 %           | 32 %                  | [ Audiences 73 ]  |
| 55      | Samedi 7 décembre 2024     | 17:18 - 18:06 | 1 210 000                 | 9,6 %            | 20 %                  | [ Audiences 74 ]  |
| 56      | Dimanche 8 décembre 2024   | 16:11 - 17:11 | 1 140 000                 | 10,4 %           |                       | [ Audiences 75 ]  |
| 57      | Lundi 9 décembre 2024      | 17:33 - 18:37 | 1 590 000                 | 14,6 %           | 35 %                  | [ Audiences 76 ]  |
| 58      | Mardi 10 décembre 2024     | 17:33 - 18:37 | 1 530 000                 | 14,7 %           | 37 %[réf. nécessaire] | [ Audiences 77 ]  |
| 59      | Mercredi 11 décembre 2024  | 17:31 - 18:36 | 1 460 000                 | 14,1 %           |                       | [ Audiences 78 ]  |
| 60      | Jeudi 12 décembre 2024     | 17:33 - 18:38 | 1 390 000                 | 13,2 %           |                       | [ Audiences 79 ]  |
| 61      | Vendredi 13 décembre 2024  | 17:33 - 18:37 | 1 410 000                 | 12,8 %           |                       | [ Audiences 80 ]  |
| 62      | Samedi 14 décembre 2024    | 17:16 - 17:59 | 1 140 000                 | 10,7 %           |                       | [ Audiences 81 ]  |
| 63      | Dimanche 15 décembre 2024  | 16:04 - 17:09 | 1 140 000                 | 10,8 %           |                       | [ Audiences 82 ]  |
| 64      | Lundi 16 décembre 2024     | 17:38 - 18:40 | 1 520 000                 | 14 %             |                       | [ Audiences 83 ]  |
| 65      | Mardi 17 décembre 2024     | 17:36 - 18:39 | 1 440 000                 | 14,2 %           |                       | [ Audiences 84 ]  |
| 66      | Mercredi 18 décembre 2024  | 17:33 - 18:38 | 1 610 000                 | 15,1 %           |                       | [ Audiences 85 ]  |
| 67      | Jeudi 19 décembre 2024     | 17:37 - 18:40 | 1 670 000                 | 15,2 %           | 37 %                  | [ Audiences 86 ]  |
| 68      | Vendredi 20 décembre 2024  | 17:35 - 18:39 | 1 610 000                 | 14,4 %           |                       | [ Audiences 87 ]  |
| 69      | Samedi 21 décembre 2024    | 17:22 - 18:03 | 1 470 000                 | 14,2 %           |                       | [ Audiences 88 ]  |
| 70      | Dimanche 22 décembre 2024  | 16:04 - 17:08 | 1 080 000                 | 9,8 %            |                       | [ Audiences 89 ]  |
| 71      | Lundi 23 décembre 2024     | 17:33 - 18:40 | 1 910 000                 | 15,7 %           |                       | [ Audiences 90 ]  |
| 72      | Mardi 24 décembre 2024     | 17:40 - 18:42 | 1 370 000                 | 12,6 %           |                       | [ Audiences 91 ]  |
| 73      | Mercredi 25 décembre 2024  | 17:18 - 18:39 | 1 500 000                 | 14,1 %           |                       | [ Audiences 92 ]  |
| 74      | Jeudi 26 décembre 2024     | 17:33 - 18:40 | 1 760 000                 | 14,9 %           |                       | [ Audiences 93 ]  |
| 75      | Vendredi 27 décembre 2024  | 17:42 - 18:43 | 1 830 000                 | 15,3 %           |                       | [ Audiences 94 ]  |
| 76      | Samedi 28 décembre 2024    | 17:22 - 18:01 | 1 310 000                 | 11,7 %           |                       | [ Audiences 95 ]  |
| 77      | Dimanche 29 décembre 2024  | 16:04 - 17:06 | 1 180 000                 | 11,1 %           |                       | [ Audiences 96 ]  |
| 78      | Lundi 30 décembre 2024     | 17:26 - 18:41 | 1 720 000                 | 15,6 %           |                       | [ Audiences 97 ]  |
| 79      | Mardi 31 décembre 2024     | 17:37 - 18:41 | 1 780 000                 | 15,4 %           |                       | [ Audiences 98 ]  |
| 80      | Mercredi 1er janvier 2025  | 17:17 - 18:42 | 1 880 000                 | 15,1 %           |                       | [ Audiences 99 ]  |
| 81      | Jeudi 2 janvier 2025       | 17:28 - 18:36 | 1 670 000                 | 14,6 %           |                       | [ Audiences 100 ] |
| 82      | Vendredi 3 janvier 2025    | 17:42 - 18:42 | 1 880 000                 | 16 %             |                       | [ Audiences 101 ] |
| 83      | Samedi 4 janvier 2025      | 17:26 - 18:05 | 1 520 000                 | 13,1 %           |                       | [ Audiences 102 ] |
| 84      | Dimanche 5 janvier 2025    | 16:30 - 17:21 | 1 400 000                 | 12,8 %           |                       | [ Audiences 103 ] |
| 85      | Lundi 6 janvier 2025       | 17:33 - 18:37 | 1 510 000                 | 14,5 %           |                       | [ Audiences 104 ] |
| 86      | Mardi 7 janvier 2025       | 17:33 - 18:38 | 1 550 000                 | 15,2 %           |                       | [ Audiences 105 ] |
| 87      | Mercredi 8 janvier 2025    | 17:33 - 18:37 | 1 720 000                 | 16 %             |                       | [ Audiences 106 ] |
| 88      | Jeudi 9 janvier 2025       | 17:34 - 18:38 | 1 500 000                 | 14,8 %           |                       | [ Audiences 107 ] |
| 89      | Vendredi 10 janvier 2025   | 17:33 - 18:38 | 1 350 000                 | 13,6 %           |                       | [ Audiences 108 ] |
| 90      | Samedi 11 janvier 2025     | 17:16 - 17:58 | 1 070 000                 | 10,6 %           |                       | [ Audiences 109 ] |
| 91      | Dimanche 12 janvier 2025   | 16:12 - 17:09 | 1 260 000                 | 12,7 %           |                       | [ Audiences 110 ] |
| 92      | Lundi 13 janvier 2025      | 17:33 - 18:38 | 1 490 000                 | 15 %             |                       | [ Audiences 111 ] |
| 93      | Mardi 14 janvier 2025      | 17:33 - 18:38 | 1 420 000                 | 13,5 %           |                       | [ Audiences 112 ] |
| 94      | Mercredi 15 janvier 2025   | 17:33 - 18:38 | 1 460 000                 | 14,5 %           |                       | [ Audiences 113 ] |
| 95      | Jeudi 16 janvier 2025      | 17:32 - 18:36 | 1 380 000                 | 14,2 %           |                       | [ Audiences 114 ] |
| 96      | Vendredi 17 janvier 2025   | 17:33 - 18:37 | 1 330 000                 | 13,2 %           |                       | [ Audiences 115 ] |
| 97      | Samedi 18 janvier 2025     | 17:14 - 18:00 | 983 000                   | 9,7 %            |                       | [ Audiences 116 ] |
| 98      | Dimanche 19 janvier 2025   | 16:12 - 17:09 | 1 230 000                 | 11 %             |                       | [ Audiences 117 ] |
| 99      | Lundi 20 janvier 2025      | 17:31 - 18:37 | 1 530 000                 | 13,8 %           |                       | [ Audiences 118 ] |
| 100     | Mardi 21 janvier 2025      | 17:33 - 18:38 | 1 470 000                 | 15 %             |                       | [ Audiences 119 ] |
| 101     | Mercredi 22 janvier 2025   | 17:30 - 18:36 | 1 440 000                 | 13,6 %           |                       | [ Audiences 120 ] |
| 102     | Jeudi 23 janvier 2025      | 17:32 - 18:36 | 1 430 000                 | 14,1 %           |                       | [ Audiences 121 ] |
| 103     | Vendredi 24 janvier 2025   | 17:31 - 18:35 | 1 430 000                 | 14,7 %           |                       | [ Audiences 122 ] |
| 104     | Samedi 25 janvier 2025     | 17:18 - 18:00 | 1 340 000                 | 13,2 %           |                       | [ Audiences 123 ] |